# ГЕС Ель-Кобано
ГЕС Ель-Кобано — гідроелектростанція в мексиканському штаті Мічоакан. Знаходячись між ГЕС Купатиціо (вище по течії) та малою ГЕС Francisco J. Mugica (4,5 МВт), входить до складу каскаду на річці Cupatitzio, правій твірній Rio Marcuez, котра, своєю чергою, є лівою притокою Тепалькатепек, що впадає праворуч до Бальсас (має устя на узбережжі Тихого океану на межі штатів Герреро та Мічоакан).
Відпрацьована станцією верхнього рівня вода потрапляє в невелике (0,5 млн м3) сховище, створене на Cupatitzio за допомогою бетонної греблі Jicaln заввишки 25 метрів. Звідси лівобережжям прокладена дериваційна траса довжиною 19,3 км, яка включає ділянки тунелів, каналів та водоводів. На своєму шляху вона переходить у сточище лівої твірної Rio Marcuez річки Cajones та завершується у верхньому балансувальному басейні. Після останнього розташовані вирівнювальна камера та напірний водовід довжиною близько 0,5 км, який спускається до наземного машинного залу, розташованого на березі однієї з правих приток Cajones.
Основне обладнання станції становлять дві турбіни типу Френсіс потужністю по 31 МВт, які використовують напір у 332 метри та забезпечують виробництво 211 млн кВт·год електроенергії на рік.